# Milan Knežević
Milan Knežević - Miloša, hrvaško-srbski general, * 23. oktober 1923, Donji Hrastovac, Sunja, Kraljevina SHS, † 15. maj 1976, Beograd, SR Srbija, SFRJ.

## Življenjepis
Srednjo šolo je obiskoval v Sisku in Banjaluki. Že pred začetkom vojne se je pridružil naprednemu mladinskemu gibanju. Leta 1941 je vstopil v NOVJ in KPJ. Istega leta je postal eden od nosilcev partizanske spomenice. Med vojno je bil na več pozicijah: politični komisar Tretjega bataljona 16. banijske brigade, politični komisar Sedme banijske brigade in politični komisar Sedma banijska divizija, ki je osvobajala tudi Istro, Primorsko in Trst. Boril se je na Sutjeski in Neretvi. 
Po vojni je končal izobraževanje na VVA JLA in v Ameriki na United States Military Academy v West Pointu (New York). Po vojni je bil v JNA na visokih pozicijah:  politični komisar divizije, načelnik šolskega centra za RKBO, komandant divizije, komandant korpusa, načelnik Štaba armije idr. Od 31. avgusta 1973 do 18. maja 1974 vodja Titovega vojaškega kabineta, tj. Kabineta Vrhovnega komandanta oboroženih sil SFRJ, in nato vodja Kabineta zveznega sekretarja za narodno obrambo generala armije Nikole Ljubičića. Bil je tudi ožji sodelavec KOS. 
Umrl je 15. maja 1976 na Vojnomedicinski akademiji v Beogradu. Pokopan je bil 18. maja 1976 na Aleji zaslužnih meščanov v Beogradu.
Prejel je odlikovanje Red bratstva in enotnosti prvega reda in Red zaslug za ljudstvo drugega reda.